# Maurens (Alta Garonna)
Maurens è un comune francese di 209 abitanti situato nel dipartimento dell'Alta Garonna nella regione dell'Occitania.

## Società

### Evoluzione demografica
Abitanti censiti